# Milanoa
Milanoa är en ort i Madagaskar. Den ligger i den nordöstra delen av landet, 600 km norr om huvudstaden Antananarivo. Milanoa ligger 72 meter över havet och antalet invånare är 17 000.
Terrängen runt Milanoa är kuperad åt sydost, men åt nordväst är den platt. Runt Milanoa är det ganska glesbefolkat, med 35 invånare per kvadratkilometer. Det finns inga andra samhällen i närheten. Omgivningarna runt Milanoa är en mosaik av jordbruksmark och naturlig växtlighet.